# Sarcochilus falcatus
Sarcochilus falcatus, широко відома як орхідея апельсинового цвіту — невелика епіфітна, літофітна орхідеєю, яка є ендемічною для східної Австралії. Має до восьми шкірястих листків з дрібними зубчиками по краях і до дванадцяти квіток від білого до кремового кольору з білою коробочкою, яка має помаранчеві та фіолетові відмітини.

## Екологія
Вид Ceratobasidium був виділений зі зразка S. falcatus, зібраного поблизу Дунґоґа.

## Охорона природи
Ця орхідея класифікується як «та, що зникає» у штаті Вікторія відповідно до Закону про гарантії флори та фауни уряду штату Вікторія 1988 року. У Червоному списку видів, що перебувають під загрозою зникнення МСОП, вона класифікується як «найменш занепокоєна».